# 2,5-dimethylfuran
2,5-dimethylfuran je heterocyklická organická sloučenina se vzorcem (CH3)2C4H2O. Má možné využití jako biopalivo, získatelné z celulózy.

## Výroba
Fruktózu lze katalyticky přeměnit na 2,5-dimethylfuran; meziproduktem je přitom hydroxymethylfurfural.
Fruktóza se dá získat z glukózy, vznikající rozkladem celulózy.

## Využití jako biopalivo
2,5-dimethylfuran má řadu vlastností, díky kterým je použitelný jako biopalivo. Jeho hustota energie je o 40 % vyšší než u ethanolu a podobná, jakou má benzin. Látka je také chemicky stálá a nerozpustná ve vodě, neabsorbuje tak vzdušnou vlhkost. Odpařování dimethylfuranu vyžaduje oproti ethanolu přibližně o třetinu méně energie, přestože je jeho teplota varu, 92 °C, o 14 °C vyšší než u ethanolu (78 °C).
Možnost rychlé výroby dimethylfuranu z fruktózy, získatelné z ovoce a některých druhů zeleniny, nebo glukózy, kterou lze vyrobit ze škrobu a celulózy, snadno dostupných z přírodních zdrojů – zvyšuje zájem o dimethylfuran. Nejčastějšími biopalivy jsou však bioethanol a bionafta.
Stechiometrický poměr vzduch/palivo činí u dimethylfuranu 10,72, zatímco u ethanolu 8,95 a u benzinu 14,56. Ke spálení dimethylfuranu tak stačí o asi 33 % méně vzduchu než u benzinu, ovšem přibližně o 20 % více, než u stejného množství ethanolu.
Spalné teplo kapalného dimethylfuranu je 33,7 MJ/kg, u ethanolu 26,9 MJ/kg a u benzinu 43,2 MJ/kg. Oktanové číslo má hodnotu 119. Měrné skupenské teplo varu činí 31,91 kJ/mol při 20 °C. Tepelná účinnost spalování dimethylfuranu se podobá benzinu.

## Ostatní použití
2,5-dimethylfuran se dá použít k zachytávání singletového kyslíku a jeho stanovení ve vodě. Mechanismus spočívá v Dielsově–Alderově reakci a hydrolýze, které vedou ke vzniku diacetylethylenu a peroxidu vodíku. Ke stejnému účelu může sloužit i furfurylalkohol.
2,5-dimethylfuran byl také navržen jako interní standard v NMR spektroskopii. 2,5-dimethylfuran má singlety v 1H NMR spektru na δ 2,2 a 5,8. Teplota varu 92 °C omezuje ztráty vypařováním i snadné odstranění.

## V chemii potravin
2,5-dimethylfuran se vytváří tepelným rozkladem některých sacharidů a byl ve stopových množstvích nalezen v karamelizovaných cukrech.

## Toxikologie
2,5-dimethylfuran je součástí mechanismu neurotoxicity hexanu u lidí, jehož je, společně s hexan-2,5-dionem a 4,5-dihydroxy-hexan-2-onem, jedním z hlavních metabolitů.
2,5-dimethylfuran se také nachází v  cigaretovém kouři, kde poškozuje řasinky v dýchacím ústrojí, které mají odstraňovat cizorodé částice. Jeho koncentraci v krvi je možné využít jako biomarker kouření.
Srovnání bezpečnostních listů ukazuje, že nakládání s 2,5-dimethylfuranem je srovnatelně nebezpečné jako v případě benzinu.